# Gran Premio d'Ungheria 2003
Il Gran Premio d'Ungheria 2003 è stato un Gran Premio di Formula 1 disputato il 24 agosto 2003 allo Hungaroring di Budapest. La gara vide la prima vittoria in carriera del futuro campione del mondo Fernando Alonso, al volante di una Renault. Il pilota spagnolo colse questo successo all'età di 22 anni e 26 giorni, divenendo il più giovane vincitore di sempre di un Gran Premio di Formula 1. Il record precedente apparteneva a Troy Ruttman, che nel 1952 si era aggiudicato la 500 Miglia di Indianapolis, allora prova valevole per il Campionato mondiale di Formula 1, all'età di 22 anni, due mesi e 19 giorni. Il record di Alonso fu battuto nel Gran Premio d'Italia 2008 da Sebastian Vettel.

## Vigilia

### Aspetti sportivi

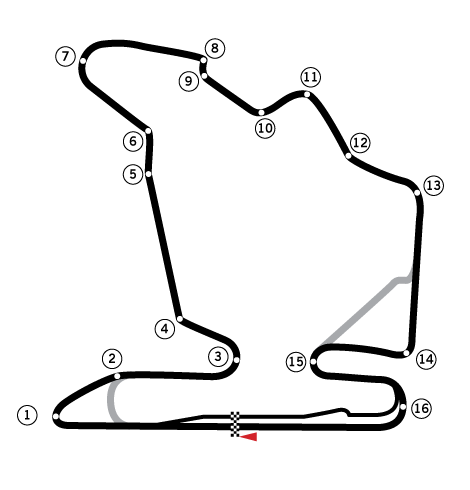
Confronto tra il vecchio layout del circuito e quello modificato: le parti in grigio mostrano l'andamento del circuito prima dei lavori

Il tracciato dello Hungaroring venne sottoposto a importanti modifiche. Il rettilineo principale fu allungato di circa 200 metri e la prima curva venne resa più secca, nel tentativo di creare una staccata che permettesse di effettuare dei sorpassi. Fu inoltre allungato il rettilineo che portava alla terzultima curva, con il risultato che questa venne spostata in avanti e ridisegnata con un raggio di curvatura minore. La lunghezza totale del tracciato aumentò di 408 metri, passando da 3.793 a 4.381 metri.

### Aspetti tecnici
Nel particolare tracciato ungherese, caratterizzato da un andamento molto tortuoso e da un solo rettilineo vero e proprio, le scuderie si concentrarono principalmente nello sviluppo di soluzioni che permettessero di ottenere il massimo carico aerodinamico possibile e un efficace smaltimento del calore, reso problematico sia dalle elevate temperature atmosferiche che dalla serrata successione di curve. Per fare ciò diversi team riproposero soluzioni già impiegate nel Gran Premio di Monaco e delle ciminiere anche più evidenti di quelle montate in Malesia.
Oltre a questi accorgimenti, la Renault portò in pista una versione potenziata del propulsore, mentre la McLaren tornò a montare sulle MP4-17D la sospensione anteriore originale, dopo che nel Gran Premio precedente era stata utilizzata quella della nuova MP4-18. Infine, la Sauber portò in pista un nuovo cofano motore, caratterizzato da una particolare pinna triangolare nella parte terminale del roll-bar, soluzione già provata dalla Williams in precedenza.

## Prove libere

### Resoconto
Nella sessione di test privati del venerdì mattina Renault, Jordan e Minardi schierarono tre vetture, affiancando i collaudatori Allan McNish, Zsolt Baumgartner e Gianmaria Bruni ai piloti titolari.
Durante le prove libere di sabato mattina Ralph Firman subì un violento incidente, causato dal distacco dell'alettone posteriore della sua Jordan. Nonostante la violenza dell'impatto, avvenuto a circa 130 km/h, il pilota irlandese rimase pressoché illeso, ma il medico della FIA Sid Watkins non lo autorizzò a prendere parte a qualifiche e gara per timore di postumi. Al suo posto Eddie Jordan schierò l'ungherese Baumgartner, pilota di Formula 3000 e collaudatore del team inglese. Baumgartner divenne il primo pilota ungherese a prendere il via in un Gran Premio di Formula 1.

### Risultati
I tempi migliori nelle prove libere di venerdì mattina furono i seguenti:
| Pos | Nº | Pilota             | Costruttore  | Tempo    |
| --- | -- | ------------------ | ------------ | -------- |
| 1   | 20 | Olivier Panis      | Toyota       | 1'21"770 |
| 2   | 7  | Jarno Trulli       | Renault      | 1'22"464 |
| 3   | 3  | Juan Pablo Montoya | Williams-BMW | 1'22"592 |

I tempi migliori nella prima sessione di prove libere di sabato furono i seguenti:
| Pos | Nº | Pilota             | Costruttore | Tempo    |
| --- | -- | ------------------ | ----------- | -------- |
| 1   | 8  | Fernando Alonso    | Renault     | 1'22"950 |
| 2   | 1  | Michael Schumacher | Ferrari     | 1'23"274 |
| 3   | 2  | Rubens Barrichello | Ferrari     | 1'23"432 |

I tempi migliori nella seconda sessione di prove libere di sabato furono i seguenti:
| Pos | Nº | Pilota             | Costruttore  | Tempo    |
| --- | -- | ------------------ | ------------ | -------- |
| 1   | 4  | Ralf Schumacher    | Williams-BMW | 1'21"939 |
| 2   | 1  | Michael Schumacher | Ferrari      | 1'22"313 |
| 3   | 2  | Rubens Barrichello | Ferrari      | 1'22"467 |

## Qualifiche

### Resoconto

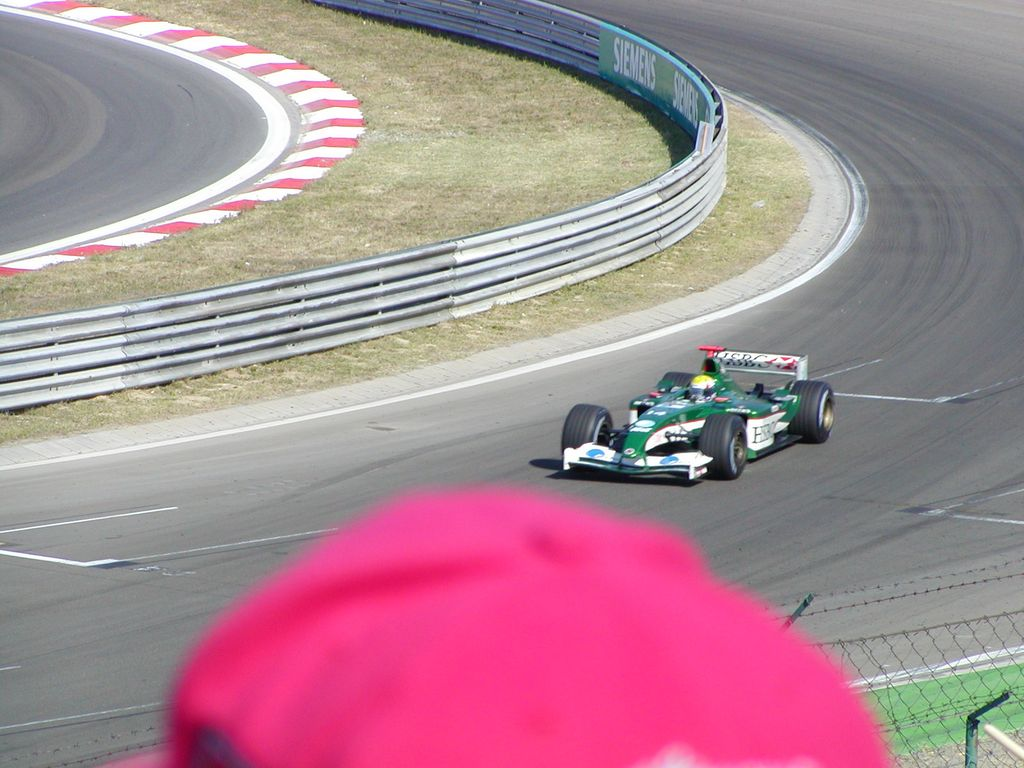
Mark Webber, qualificatosi terzo, chiuse la gara in sesta posizione.

Come nel precedente Gran Premio di Germania, le alte temperature e le caratteristiche del tracciato avvantaggiarono la Michelin, i cui pneumatici risultarono più competitivi dei rivali Bridgestone, tanto che anche in questa occasione le uniche due vetture tra le prime dieci qualificate a montare le gomme giapponesi furono le due Ferrari di Barrichello e Michael Schumacher.
Alonso conquistò la sua seconda pole position stagionale, dopo che il giorno prima il suo compagno di squadra Trulli era risultato il più veloce nella sessione a serbatoi scarichi utile a determinare l'ordine di uscita nelle qualifiche di sabato. Il pilota spagnolo precedette di quasi tre decimi Ralf Schumacher, facendo segnare le migliori prestazioni nel secondo e nel terzo settore del tracciato.
In terza posizione si piazzò il sorprendente Webber, che eguagliò la prestazione ottenuta nel Gran Premio del Brasile. Alle sue spalle si inserirono Montoya e Barrichello, che ottennero esattamente lo stesso tempo: il brasiliano si schierò dietro il pilota della Williams perché, avendo ottenuto una migliore prestazione il venerdì, aveva fatto segnare la propria prestazione dopo il rivale. Trulli si dovette accontentare del sesto posto, davanti a Räikkönen, Michael Schumacher, Coulthard e Panis.

### Risultati
Nella sessione di qualifica si è avuta questa situazione:
| Pos | Nº | Pilota                | Costruttore      | Q1          | Q2       | Griglia |
| --- | -- | --------------------- | ---------------- | ----------- | -------- | ------- |
| 1   | 8  | Fernando Alonso       | Renault          | 1'22"953    | 1'21"688 | 1       |
| 2   | 4  | Ralf Schumacher       | Williams-BMW     | 1'22"413    | 1'21"944 | 2       |
| 3   | 14 | Mark Webber           | Jaguar-Cosworth  | 1'22"625    | 1'22"027 | 3       |
| 4   | 3  | Juan Pablo Montoya    | Williams-BMW     | 1'23"305    | 1'22"180 | 4       |
| 5   | 2  | Rubens Barrichello    | Ferrari          | 1'22"892    | 1'22"180 | 5       |
| 6   | 7  | Jarno Trulli          | Renault          | 1'22"358    | 1'22"610 | 6       |
| 7   | 6  | Kimi Räikkönen        | McLaren-Mercedes | 1'23"695    | 1'22"742 | 7       |
| 8   | 1  | Michael Schumacher    | Ferrari          | 1'23"430    | 1'22"755 | 8       |
| 9   | 5  | David Coulthard       | McLaren-Mercedes | 1'22"786    | 1'23"060 | 9       |
| 10  | 20 | Olivier Panis         | Toyota           | 1'22"986    | 1'23"369 | 10      |
| 11  | 9  | Nick Heidfeld         | Sauber-Petronas  | 1'23"482    | 1'23"621 | 11      |
| 12  | 15 | Justin Wilson         | Jaguar-Cosworth  | 1'24"343    | 1'23"660 | 12      |
| 13  | 11 | Giancarlo Fisichella  | Jordan-Ford      | 1'24"725    | 1'23"726 | 13      |
| 14  | 17 | Jenson Button         | BAR-Honda        | 1'24"313    | 1'23"847 | 14      |
| 15  | 21 | Cristiano da Matta    | Toyota           | 1'55"138    | 1'23"982 | 15      |
| 16  | 16 | Jacques Villeneuve    | BAR-Honda        | 1'24"333    | 1'24"100 | 16      |
| 17  | 10 | Heinz-Harald Frentzen | Sauber-Petronas  | 1'23"660    | 1'24"569 | 17      |
| 18  | 19 | Jos Verstappen        | Minardi-Cosworth | 1'26"052    | 1'26"423 | 18      |
| 19  | 12 | Zsolt Baumgartner     | Jordan-Ford      | senza tempo | 1'26"678 | 19      |
| 20  | 18 | Nicolas Kiesa         | Minardi-Cosworth | 1'27"023    | 1'28"907 | 20      |

In grassetto sono indicate le migliori prestazioni in Q1 e Q2.

## Gara

### Resoconto

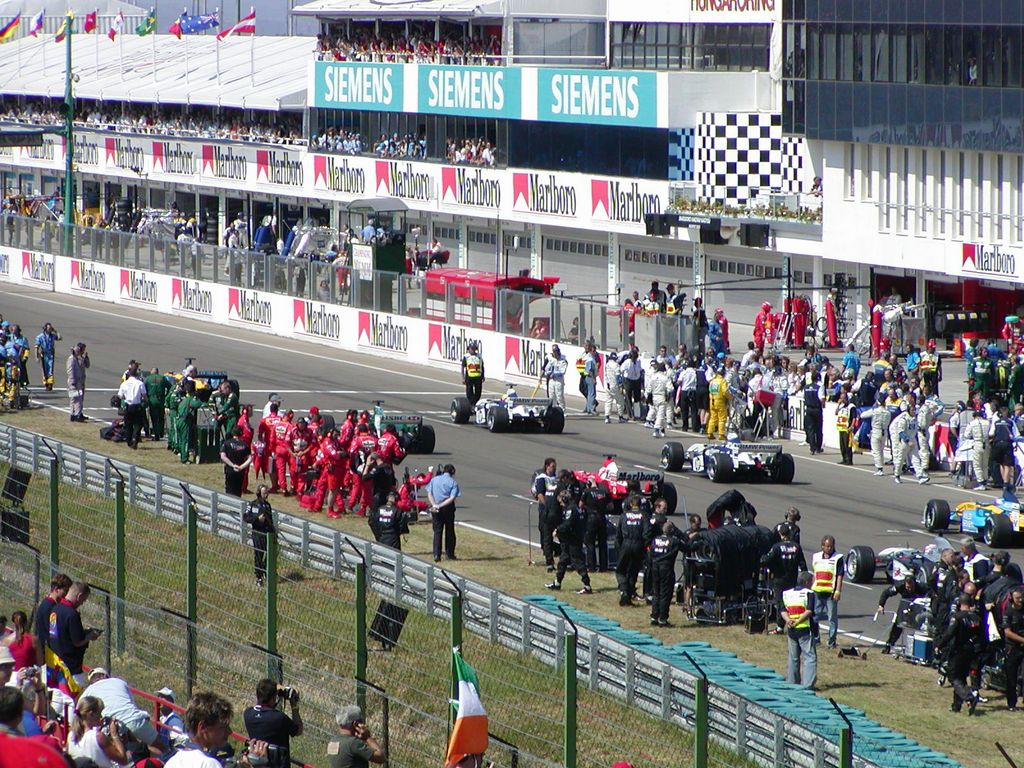
Le prime file della griglia di partenza.

Al via Alonso scattò bene, mantenendo il comando della corsa. Entrambi i piloti della Williams, partiti sul lato sporco della pista, si avviarono piuttosto lentamente, creando un po' di scompiglio nel gruppo. Nel tentativo di recuperare immediatamente le posizioni perdute, Ralf Schumacher perse il controllo della vettura alla seconda curva, andando in testacoda e scivolando in ultima posizione. Al termine del primo passaggio Alonso conduceva davanti a Webber, Barrichello, Räikkönen, Trulli, Coulthard, Michael Schumacher e Montoya. Nel corso del terzo giro Barrichello tentò di sopravanzare Webber che, nettamente più lento di Alonso, faceva da tappo nei confronti degli inseguitori. Il brasiliano commise, però, un errore, finendo in testacoda e retrocedendo al quinto posto. Nel frattempo Alonso accumulò un vantaggio enorme, sfruttando il blocco di Webber sugli avversari, mentre Ralf Schumacher cominciò la sua rimonta dal fondo del gruppo. La situazione rimase stabile fino al 13º passaggio, quando sia Webber che Alonso rientrarono ai box: lo spagnolo tornò in pista al secondo posto, riconquistando la testa della corsa quando Räikkönen rifornì due giri più tardi, inserendosi davanti a Webber. L'australiano precedeva Trulli, seguito a sua volta da Barrichello, Montoya, Michael Schumacher, Ralf Schumacher e Coulthard.
Al ventesimo giro, nella frenata della prima curva, sulla Ferrari di Barrichello cedette la sospensione posteriore. Il pilota brasiliano perse il controllo della vettura, andando a sbattere violentemente contro le barriere senza subire danni fisici. Nel corso del 28º passaggio Ralf Schumacher, che aveva già avuto la meglio su Coulthard, sopravanzò il fratello. Due giri più tardi Alonso effettuò la sua seconda sosta, tornando in pista al comando. Nella tornata successiva rifornì anche Webber, mentre Trulli e Räikkönen effettuarono il pit stop rispettivamente al 32º ed al 33º passaggio. Liberi dalla Renault dell'italiano i due piloti della Williams furono liberi di spingere al massimo, riuscendo entrambi a tenersi dietro il rivale dopo la sosta. Tra i due si inserì però Webber, che bloccò Ralf Schumacher alle sue spalle. Michael Schumacher, risalito nel frattempo in terza posizione, rifornì al 39º giro, ma rimase senza benzina all'ingresso della pit lane, perdendo parecchio tempo e rientrando in pista in ottava posizione, alle spalle di Trulli. Tra i due si inserì Coulthard, partito con una strategia a due soste ed ultimo a effettuare il pit stop nel corso della 43ª tornata. Terminati i rifornimenti Alonso conduceva davanti a Räikkönen, Montoya, Webber, Ralf Schumacher, Trulli, Coulthard e Michael Schumacher. Con pista libera davanti a sé, il pilota colombiano della Williams era nettamente il più veloce sul tracciato, ma il suo distacco dai primi due era troppo ampio per raggiungerli. Ralf Schumacher superò Webber al 46º giro, ritrovandosi però molto distante dal compagno di squadra.
La terza serie di pit stop non portò cambiamenti di posizioni, con l'eccezione di Coulthard che, non dovendo più rifornire, sopravanzò Trulli e Webber e risalì al quinto posto. Negli ultimi giri Alonso doppiò sia Michael Schumacher che il compagno di squadra, andando poi a vincere la prima gara in carriera, Il pilota spagnolo colse questo successo all'età di 22 anni e 26 giorni, divenendo il più giovane vincitore di sempre di un Gran Premio di Formula 1 e Il record precedente apparteneva a Troy Ruttman, che nel 1952 si era aggiudicato la 500 Miglia di Indianapolis, allora prova valevole per il Campionato mondiale di Formula 1, all'età di 22 anni, due mesi e 19 giorni e Il record di Alonso verrà battuto nel Gran Premio d'Italia 2008 da Sebastian Vettel e diventò il primo spagnolo a vincere una gara in formula 1,  davanti a Räikkönen, Montoya (autore al 63º passaggio di un testacoda senza conseguenze), Ralf Schumacher, Coulthard, Webber, Trulli e Michael Schumacher. Per la scuderia transalpina, si trattò di un ritorno alla vittoria dopo vent'anni, ovvero dal Gran Premio d'Austria 1983, conquistato da Alain Prost. La situazione del Campionato si riaprì completamente: Michael Schumacher mantenne la testa della classifica, ma il suo vantaggio su Montoya e Räikkönen si ridusse rispettivamente a uno e due punti. Nel Campionato Costruttori, invece, la Williams superò la Ferrari, portandosi in testa con otto punti di vantaggio sulla scuderia italiana.

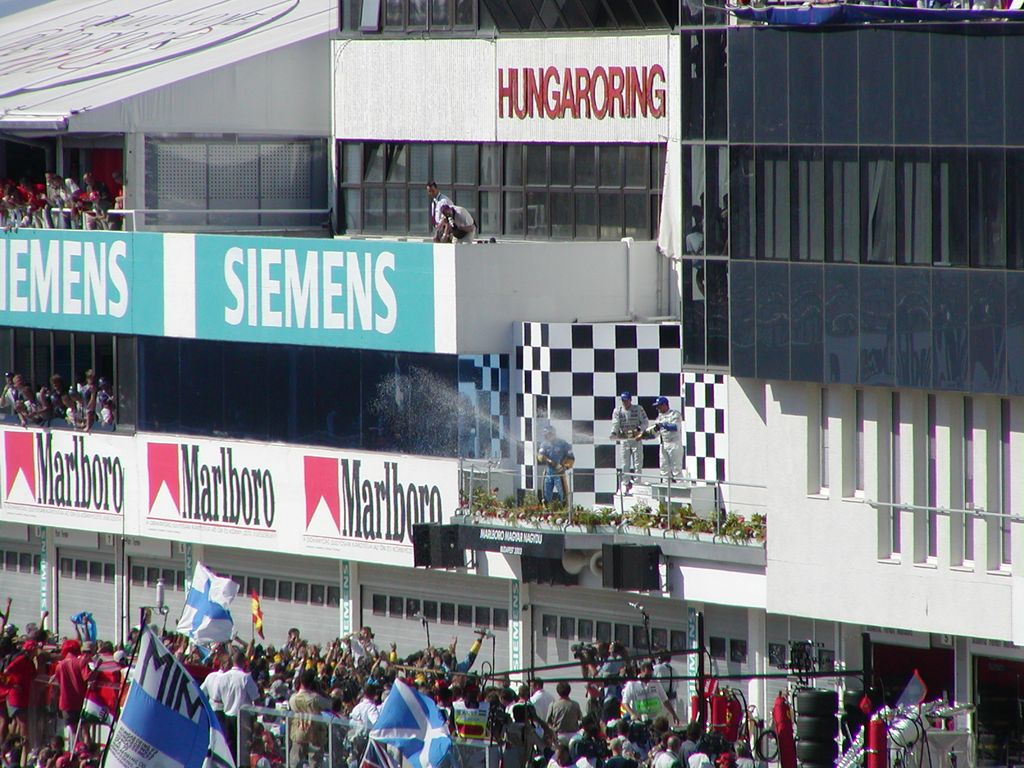
La festa del podio: da sinistra Alonso, Räikkönen e Montoya

### Risultati
I risultati del Gran Premio sono i seguenti:
| Pos | No | Pilota                | Costruttore      | Giri | Tempo/Ritiro          | Griglia | Punti |
| --- | -- | --------------------- | ---------------- | ---- | --------------------- | ------- | ----- |
| 1   | 8  | Fernando Alonso       | Renault          | 70   | 1h39'01"460           | 1       | 10    |
| 2   | 6  | Kimi Räikkönen        | McLaren-Mercedes | 70   | +16"768               | 7       | 8     |
| 3   | 3  | Juan Pablo Montoya    | Williams-BMW     | 70   | +34"537               | 4       | 6     |
| 4   | 4  | Ralf Schumacher       | Williams-BMW     | 70   | +35"620               | 2       | 5     |
| 5   | 5  | David Coulthard       | McLaren-Mercedes | 70   | +56"535               | 9       | 4     |
| 6   | 14 | Mark Webber           | Jaguar-Cosworth  | 70   | +1'02"643             | 3       | 3     |
| 7   | 7  | Jarno Trulli          | Renault          | 69   | +1 giro               | 6       | 2     |
| 8   | 1  | Michael Schumacher    | Ferrari          | 69   | +1 giro               | 8       | 1     |
| 9   | 9  | Nick Heidfeld         | Sauber-Petronas  | 69   | +1 giro               | 11      |       |
| 10  | 17 | Jenson Button         | BAR-Honda        | 69   | +1 giro               | 14      |       |
| 11  | 21 | Cristiano da Matta    | Toyota           | 68   | +2 giri               | 15      |       |
| 12  | 19 | Jos Verstappen        | Minardi-Cosworth | 67   | +3 giri               | 18      |       |
| 13  | 18 | Nicolas Kiesa         | Minardi-Cosworth | 66   | +4 giri               | 20      |       |
| Rit | 10 | Heinz-Harald Frentzen | Sauber-Petronas  | 47   | Benzina               | 17      |       |
| Rit | 15 | Justin Wilson         | Jaguar-Cosworth  | 42   | Motore                | 12      |       |
| Rit | 12 | Zsolt Baumgartner     | Jordan-Ford      | 34   | Motore                | 19      |       |
| Rit | 20 | Olivier Panis         | Toyota           | 33   | Cambio                | 10      |       |
| Rit | 11 | Giancarlo Fisichella  | Jordan-Ford      | 28   | Motore                | 13      |       |
| Rit | 2  | Rubens Barrichello    | Ferrari          | 19   | Sospensione/Incidente | 5       |       |
| Rit | 16 | Jacques Villeneuve    | BAR-Honda        | 14   | Idraulica             | 16      |       |

## Classifiche

### Piloti
| Pos. | Pilota                | Punti |
| ---- | --------------------- | ----- |
| 1    | Michael Schumacher    | 72    |
| 2    | Juan Pablo Montoya    | 71    |
| 3    | Kimi Räikkönen        | 70    |
| 4    | Ralf Schumacher       | 58    |
| 5    | Fernando Alonso       | 54    |
| 6    | Rubens Barrichello    | 49    |
| 7    | David Coulthard       | 45    |
| 8    | Jarno Trulli          | 24    |
| 9    | Mark Webber           | 15    |
| 10   | Jenson Button         | 12    |
| 11   | Giancarlo Fisichella  | 10    |
| 12   | Cristiano da Matta    | 8     |
| 13   | Heinz-Harald Frentzen | 7     |
| 14   | Olivier Panis         | 6     |
| 15   | Jacques Villeneuve    | 3     |
| 16   | Nick Heidfeld         | 2     |
| 17   | Ralph Firman          | 1     |

### Costruttori
| Pos. | Team               | Punti |
| ---- | ------------------ | ----- |
| 1    | Williams - BMW     | 129   |
| 2    | Ferrari            | 121   |
| 3    | McLaren - Mercedes | 115   |
| 4    | Renault            | 78    |
| 5    | BAR - Honda        | 15    |
| 5    | Jaguar - Cosworth  | 15    |
| 7    | Toyota             | 14    |
| 8    | Jordan - Ford      | 11    |
| 9    | Sauber - Petronas  | 9     |